# 幸若舞
幸若舞（こうわかまい）は、語りを伴う曲舞の一種。室町時代に流行し、福岡県のみやま市瀬高町大江に伝わる重要無形民俗文化財（1976年指定）の民俗芸能として現存している。能や歌舞伎の原型といわれ、七百年の伝統を持ち、大江天満神社にて毎年1月20日に奉納されている。

## 概要
幸若舞は、中世から近世にかけて能と並んで武家達に愛好された芸能であり、武士の華やかにしてかつ哀しい物語を主題にしたものが多くこれが共鳴を得たことから隆盛を誇った。

## 歴史
室町時代に成立。幸若舞のその由緒を伝える資料としては幸若流それぞれの分家が伝えた系譜が複数点あるが当時のものではなく、江戸時代の産物であり作為的な改稿が行われているので史実としての信憑性に欠くといわれる。系譜資料のおおよそなものは、以下の通りである：
- 『幸若系図之事』（1706年）[3]。
- 『幸若家系図』（江戸初期）[5]
- 『八郎九郎家之系図』（1677年）[7]
- 『八郎九郎家之系図』（1696年）[注 1][9]
- 『弥次郎家系譜』（1672年）[11][12]
- 『小八郎家系図』（正式）[14][12]
- 『小八郎家系図』 （1678年）、延宝6年 （1678年）[15]
- 『幸若系図』（昭和の写本）[16]

### 越前幸若流
上述のいくつかの文献によれば、幸若舞曲を創始したのは源義家から10代後の桃井播磨守直常の孫（あるいはひ孫
）の桃井直詮で、幼名を幸若丸といったことから「幸若舞」の名が付いたとされる。
幸若丸は越前で生まれ。『八郎九郎家之系図』のひとつには、明徳4年（1393年）生、文明2年庚子（1471年）78歳で没したとあるが、干支があわない。『弥次郎家系譜』庚子の文明12年（1481年）の誤りか、逆に「庚刁」（「庚寅」の略字）の誤字という可能性もあるという。『幸若系図之事』では生年は応永12年（1405年）と記す、比叡山に入り学問を修めた。その後、京都で宮仕えとなり、歌舞音楽に通じる優れた才が認められ、やがて「幸若舞」という芸を作り上げたとされる。16歳の時に天台座主に伴い朝廷にゆき、称光上皇の勅で宮中に召し抱えられた、との記述がある。この京都で平家の本を幸若似の音曲で語る者に師事し、この「師伝の外なる妙曲」を工夫した、と、このように『幸若系図之事』では記している。
ただし、幸若舞を創出したいきさつについては文献によって様々に伝わっている。ひとつには声明が巧みだったため、地福大夫という舞大夫（舞々＝「曲舞」の名人）に師事して「張良」・「満仲」を習ったことから始まり、天皇に召し抱えられた、あるいは「八島軍」という草子に節をつけて謡ったのが評判になったのが「幸若舞」の始まり、などである。
幸若は勅命により、禁裏より賜った草紙36冊に節をつけたがこの36曲（長中短の分類で各12曲）が幸若家の曲本となった。
幸若丸はやがて足利将軍義政の知遇を得、生国の越前国丹生郡に知行を賜って、生地である法泉寺村に住んでいた。
こうして桃井幸若丸が幸若という一座を開き、「幸若家」を起こしたものが、越前幸若流、あるいは幸若の正統などと呼ばれる。これは幸若氏（桃井八郎九郎・弥次郎・小八郎）の3つの分派に伝承された。隆盛期は、戦国・安土桃山時代で、織田信長、豊臣秀吉らから知行等を受け、徳川家康が幕府を開くと、300石で召し抱えられ、3家が、3番交代制で務めていた。3家は越前国丹生郡西田中村に居住していた、と記録に見える。。『武鑑』の年々の記録にも、幕末まで俸禄に遇されていたことが見えるが、江戸幕府崩壊と共に禄が途絶えると廃業に至る。

### 大頭流
初代幸若の子弥次郎の弟子に山本四郎左衛門という人がおり、幸若舞の一流である大頭流をたてた。その弟子の百足屋善兵衛の、そのまた弟子（つまり山本四郎左衛門の孫弟子）の大沢次助幸次という人が、天正10年（1582年）、筑後の山下城主蒲池鎮運に招かれて九州に渡り、柳川城主の蒲池鎮漣などが家臣達にこの舞を教えたと伝えられる。明治維新後、禄を離れた各地の幸若舞はその舞を捨ててしまい、この大江伝承の大頭流（いわゆる大江幸若舞）のみが現在に伝わっている。

## 曲目
「幸若三十六番」、「大頭四十二番」と称せられるが、詞章の存するものは、『松枝』、『老人』などの小曲をのぞけば、四十四番である。これを古伝説物、源氏物、平家物、判官物、曽我物その他に分類して示せば以下のとおりである。
古伝説物
　日本記
・入鹿
・大織冠
・百合若大臣
・信田
源氏物
　満仲
・鎌田
・木曾願書
・伊吹
・夢合
・馬揃
・浜出
・九穴貝
・文覚
・那須与一
平家物
　硫黄島
・築島
・敦盛
・景清
判官物
　伏見常盤
・常盤問答
・笛之巻
・未来記
・鞍馬出
・烏帽子折
・腰越
・堀河夜討
・四国落
・静
・富樫
・笈さがし
・八島
・泉が城
・清重
・高館
曽我物
　切兼曽我
・元服曽我
・和田酒盛
・小袖曽我
・剣讃嘆
・夜討曽我
・十番斬
その他
　新曲（「御匣殿 (西園寺公顕女)」も参照）
・張良

## 諸本
諸本あるが、古い年代では、「大頭左兵衛本」（26番を収録）が室町末期の書写とされるものがあり、これには朱筆で音曲がつけられている。
「大頭一本」（江戸初期の写本）や、文禄2年「平瀬氏本」（45番を収録）には音曲がついていないにも拘わらず、研究者からは大頭系統の正本とみなされている。「桃井氏本」（江戸初期。桃井直英が旧蔵、41番を収録）は、八郎九郎家の正本と推考されている。
また曲本でなく、江戸初期に美濃紙に木版印刷された絵入りの大本を『舞の本』という。舞のための台本ではなく読み物として用いられた。近代に刊行された原文テキストの例としては、慶長14年（1609年）の伝幸若小八郎本（慶応大学蔵）や、寛永年間版が挙げられる。

## 幸若舞の復元
福岡県みやま市瀬高町大江の幸若舞保存会によって8曲の節回しが口承復元されており、2008年1月20日、同会の成人部によって『敦盛』『高舘』『夜討曽我』が、青年部によって『敦盛』が、小学生部によって『濱出』『日本記』が、それぞれ披露された。
特に初めて復元演舞された『敦盛』は織田信長が桶狭間の戦い出陣前に舞ったといわれ、「人間五十年、下天の内を比ぶれば、夢幻の如く也」の一節で有名なものである。この『敦盛』は2009年2月に幸若舞保存会によって京都でも上演された。